# Berrwiller
Berrwiller é uma comuna francesa na região administrativa de Grande Leste, no departamento Alto Reno. Estende-se por uma área de 7,66 km². Em 2010 a comuna tinha 1 232 habitantes (densidade: 160,8 hab./km²).